# 卢焕章
卢焕章（1915年—？），男，福建福州人，中国化学工程学家，曾任北京化工学院教授、高级工程师、博士生导师，第二、三届全国人大代表，第五、六届全国政协委员。